# Tossal Gros (Castell de Mur)
El Tossal Gros, és un cim de 717,6 metres d'altitud situat en el terme municipal de Castell de Mur, al Pallars Jussà, dins de l'antic terme de Mur. És a la part nord del terme, a prop i a llevant de Vilamolat de Mur. És just al nord del tossal on hi ha el castell de Mur, i al nord-est de Miravet.